# Washington Open 2000
Il Washington Open 2000, noto come Legg Mason Tennis Classic per motivi di sponsorizzazione, è stato un torneo di tennis giocato sul cemento. È stata la 32ª edizione del Washington Open e faceva parte della categoria International Series Gold nell'ambito dell'ATP Tour 2000. Si è giocato a Washington negli Stati Uniti, dal 14 al 20 agosto 2000.

## Campioni

### Singolare
Àlex Corretja ha battuto in finale  Andre Agassi con il punteggio di 6–2, 6–3.

### Doppio
Alex O'Brien /  Jared Palmer hanno battuto in finale  Andre Agassi /  Sargis Sargsian con il punteggio di 7–5, 6–1.